# Idioma wenedyk
El wenedyk o venédico es una lengua construida de tipo naturalístico, creada por el traductor neerlandés Jan van Steenbergen. Oficialmente, el venédico es la lengua descendiente del latín vulgar con una fuerte influencia eslava, basada en la premisa de que el Imperio romano incorporó a los ancestros de los polacos en su territorio. De manera oficiosa, intenta mostrar el aspecto que tendría la lengua polaca si fuera una lengua romance en vez de una lengua eslava.
La idea para este idioma se inspiró en otras lenguas construidas como el brithenig (una supuesta lengua romance basada en el galés, que habría florecido en Gran Bretaña en lugar de ser desplazada por las lenguas celtas tradicionales), el breathanach o el kerno. La lengua en sí misma está basa en el latín vulgar y la lengua polaca: todos los cambios fonológicos, morfológicos y sintáticas que hicieron evolucionar al polaco de la lengua protoeslava han sido aplicados al latín vulgar.
El diccionario existente en su página web contiene alrededor de 4000 entradas.

## Ortografía y pronunciación
El venédico usa el alfabeto polaco, que consiste en las siguientes 32 letras:
A Ą B C Ć D E Ę F G H I J K L Ł M N Ń O Ó P R S Ś T U W Y Z Ź Ż
Además hay siete sonidos que se escriben con dos letras:
Ch Cz Dz Dź Dż Rz Sz
La pronunciación es exactamente igual que en polaco. El acento cae casi siempre en la penúltima sílaba. Una preposición y un pronombre se consideran generalmente como una palabra y, por tanto, cuando el pronombre es monosílabo, el acento recae en la preposición.

## Gramática

### Sustantivos y adjetivos
El venédico no tiene artículos. Esto es una característica que lo diferencia de otras lenguas romances, tanto naturales como construidas (incluyendo al esperanto y al ido). La razón para esto es que el latín vulgar mostraba solo una leve tendencia a la formación de artículos, mientras que estos son inexistentes en polaco y otras lenguas eslavas.
A diferencia por ejemplo del inglés, el venédico es una lengua flexiva. Los sustantivos, los pronombres y los adjetivos tienen tres géneros (masculino, femenino y neutro), dos números (singular y plural) y tres casos: 
- Caso directo: usado tanto para el sujeto como para el complemento directo de una frase. En: 'Miej poterz leże libier "Mi padre lee un libro", Miej poterz "mi padre" y libier "un libro" están ambos en el caso directo.
- Caso genitivo: usado para indicar posesión. Por ejemplo: siedź potrze "la silla del padre", rzejna Anglie "la reina de Inglaterra".
- Caso dativo: usado para indicar el complemento indirecto de una frase. Por ejemplo: Da mi ił libier "Dame ese libro", Da mi łu "Damelo".

El venédico tiene también un caso vocativo. La mayor parte de las ocasiones tiene la misma forma que el caso directo, pero con excepciones: O potrze! "¡Oh padre!"
El sustantivo puede dividirse en cuatro declinaciones. Son similares al sistema de declinaciones latinas:
- La primera declinación comprende todas las palabras terminadas en -a, la gran mayoría de las cuales son femeninas.
- La segunda declinación consiste principalmente palabras masculinas y neutras terminadas en consonante. Se trata de una mezcla de la segunda y cuarta declinaciones en latín.
- La tercera declinación aparece mayormente en palabras femeninas terminadas en una consonante suave.
- La cuarta declinación está formada por palabras terminadas en -ej, y coincide con la quinta declinación latina.

Los adjetivos concuerdan siempre en género, número y caso con el sustantivo al que acompañan. Pueden situarse tanto delante como detrás de él.

### Pronombres
A diferencia de los sustantivos, los adjetivos y otros pronombres, los pronombres personales no usan el caso directo, sino que preservan la distinción entre el nominativo y el acusativo. Están representados en la siguiente tabla:
|                    | singular        | singular        | singular                   | singular                         | singular                         | plural                               | plural                             | plural                                     | plural                                     | plural                                     |
| primera persona    | segunda persona | tercera persona | tercera persona            | tercera persona                  | primera persona                  | segunda persona                      | tercera persona                    | tercera persona                            | tercera persona                            |                                            |
| primera persona    | segunda persona | masculino       | femenino                   | neutro                           | primera persona                  | segunda persona                      | masculino                          | femenino                                   | neutro                                     |                                            |
| Nom. Ac. Gen. Dat. | jo mie miej mi  | ty cie ciej ci  | ił łu li                   | ła łą lej                        | łu li                            | nu nosz nów                          | wu wosz wów                        | li łosz łór lew                            | le łasz łar lew                            | le łór lew                                 |
| Español            | yo me mío a mí  | tú te tuyo a ti | él lo suyo, de él le, a él | ella la suyo, de ella le, a ella | ello lo suyo, de ello le, a ello | nosotros nos nuestro nos, a nosotros | vosotros os vuestro os, a vosotros | ellos los, las suyo, de ellos les, a ellos | ellos los, las suyo, de ellos les, a ellos | ellos los, las suyo, de ellos les, a ellos |

### Verbos
Los verbos muestran desinencias de persona, número, modo y tiempo. Las formas de presente son:
1 sg. – jemu "amo"
2 sg. – jemasz "amas"
3 sg. – jema "ama"
1 pl. – jemamy "amamos"
2 pl. – jemacie "amáis"
3 pl. – jemą "aman"
Los verbos en venédico tienen los siguientes modos y tiempos verbales:
infinitivo – jemar "amar"
presente simple – jemu "amo"
pretérito imperfecto – jemawa "amaba"
pretérito perfecto – jemie "amé"
futuro simple – joru jemar "amaré"
futuro perfecto – jemaru "habré amado"
condicional – jemarsi "amaría, habré amado"
imperativo – jem "¡ama!"
gerundio – jemęć "amando"
participio – jematy "amado"

## Lista de palabras
El vocabulario del venédico publicado en Internet consta de más de 4.000 palabras. Las siguientes tablas lo comparan con las otras lenguas romances, como en otras lenguas eslavas y germánicas, así como con el inglés:
| Inglés           | Latín           | Portugués | Español      | Francés | Italiano | Retorromanche     | Rumano        | Brithenig          | Wenedyk |
| ---------------- | --------------- | --------- | ------------ | ------- | -------- | ----------------- | ------------- | ------------------ | ------- |
| arm              | brachium        | braço     | brazo        | bras    | braccio  | bratsch           | braţ          | breich             | brocz   |
| black            | nĭger           | negro     | negro        | noir    | nero     | nair              | negru         | nîr                | niegry  |
| city, town       | cīvĭtas         | cidade    | ciudad       | cité    | città    | citad             | oraş          | ciwdad             | czytać  |
| death            | mŏrs            | morte     | muerte       | mort    | morte    | mort              | moarte        | morth              | mroć    |
| dog              | canis           | cão       | perro, can   | chien   | cane     | chaun             | cîine         | can                | kań     |
| ear              | auris           | orelha    | oreja        | oreille | orecchio | ureglia           | ureche        | origl              | urzykła |
| egg              | ovum            | ovo       | huevo        | œuf     | uovo     | ov                | ou            | ew                 | ów      |
| eye              | ŏcŭlus          | olho      | ojo          | œil     | occhio   | egl               | ochi          | ogl                | okieł   |
| father           | pater           | pai       | padre        | père    | padre    | bab               | tată          | padr               | poterz  |
| fire             | ignis, fŏcus    | fogo      | fuego        | feu     | fuoco    | fieu              | foc           | ffog               | fok     |
| fish             | pĭscis          | peixe     | pez, pescado | poisson | pesce    | pesch             | peşte         | pisc               | pieszcz |
| foot             | pĕs             | pé        | pie          | pied    | piede    | pe                | picior        | pedd               | piedź   |
| friend           | amīcus          | amigo     | amigo        | ami     | amico    | ami               | prieten, amic | efig               | omik    |
| green            | vĭrĭdis         | verde     | verde        | vert    | verde    | verd              | verde         | gwirdd             | wierdzi |
| horse            | ĕquus, cabăllus | cavalo    | caballo      | cheval  | cavallo  | chaval            | cal           | cafall             | kawał   |
| I                | ĕgo             | eu        | yo           | je      | io       | jau               | eu            | eo                 | jo      |
| island           | īnsŭla          | ilha      | isla         | île     | isola    | insla             | insulă        | ysl                | izła    |
| language, tongue | lĭngua          | língua    | lengua       | langue  | lingua   | linguatg, lieunga | limbă         | llinghedig, llingw | lęgwa   |
| life             | vīta            | vida      | vida         | vie     | vita     | vita              | viaţă         | gwid               | wita    |
| milk             | lac             | leite     | leche        | lait    | latte    | latg              | lapte         | llaeth             | łoc     |
| name             | nōmen           | nome      | nombre       | nom     | nome     | num               | nume          | nôn                | numię   |
| night            | nŏx             | noite     | noche        | nuit    | notte    | notg              | noapte        | noeth              | noc     |
| old              | vĕtus           | velho     | viejo        | vieux   | vecchio  | vegl              | vechi         | gwegl              | wiekły  |
| school           | schŏla          | escola    | escuela      | école   | scuola   | scola             | şcoală        | yscol              | szkoła  |
| sky              | caelum          | céu       | cielo        | ciel    | cielo    | tschiel           | cer           | cel                | czał    |
| star             | stēlla          | estrela   | estrella     | étoile  | stella   | staila            | stea          | ystuil             | ścioła  |
| tooth            | dĕns            | dente     | diente       | dent    | dente    | dent              | dinte         | dent               | dzięć   |
| voice            | vōx             | voz       | voz          | voix    | voce     | vusch             | voce          | gwg                | wucz    |
| water            | aqua            | água      | agua         | eau     | acqua    | aua               | apă           | ag                 | jekwa   |
| wind             | vĕntus          | vento     | viento       | vent    | vento    | vent              | vînt          | gwent              | więt    |

## Ejemplo de texto en venédico
Padre nuestro:

Potrze nostry, kwały jesz en czałór, sąciewkaty si twej numię.

Owień twej rzeń.

Foca si twa włątać, komód en czału szyk i sur cierze.

Da nów odzej nostry pań kocidzany.

I dziemieć nów nostrze dziewta, komód i nu dziemiećmy swór dziewtorzór.

I nie endycz nosz en ciętaceń, uta liwra nosz dzie mału.

Nąk twie są rzeń i pociestać i głurza, o siąprz. Amen.

Declaración Universal de Derechos Humanos, Artículo I

Tuci ludzie noszczę sie liwrzy i jekwali z rześpiece świej dzińtacie i swór drzecór. Li są dotaci ku rocenie i koszczęce i dziewię ocar piara wyniałtru en jenie frotrzeńtacie.

Todos los seres humanos nacen libres e iguales en dignidad y derechos y, dotados como están de razón y conciencia, deben comportarse fraternalmente los unos con los otros.